# Hans Vredeman de Vries

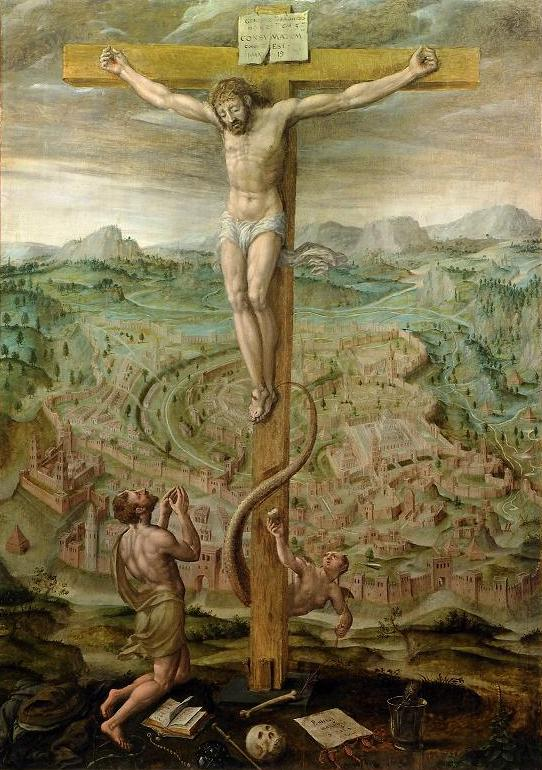
Obraz Hansa Vredemana de Vriesa pt: Alegoria zbawienia i grzechu, 1596 Muzeum Narodowe w Gdańsku – Oddział Sztuki Dawnej

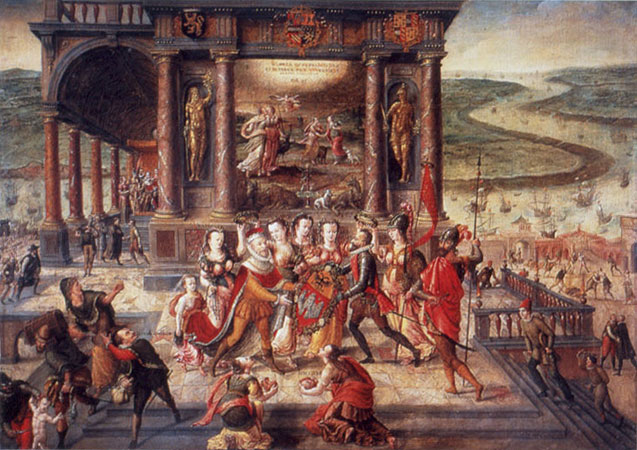
Obraz Hansa Vredemana de Vriesa pt: Alegoria zajęcia Antwerpii, 1586

Hans Vredeman de Vries (ur. 1527 w Leeuwarden, zm. 1604 w Antwerpii) – niderlandzki rytownik, malarz, architekt i teoretyk architektury. W malarstwie przedstawiciel manieryzmu.
Działał na terenie Niderlandów, Niemiec, Pragi i Gdańska. Autor licznych traktatów o architekturze, sztychów i wzorników do ornamentów oraz projektów i malowideł dekoracyjnych, np. w Ratuszu i Dworze Artusa w Gdańsku. Jego rysunki, wzory architektoniczne i projekty ornamentalne oddziałały silnie na ówczesne budownictwo i snycerstwo. Ponadto zasłynął jako projektant mebli i ogrodów.
W Gdańsku artysta przebywał w latach 1592–1595. Przegrał co prawda w konkurencji z Anthoniusem van Obbergenem o ufortyfikowanie miasta, jednak wsławił się w malarstwie i dekoracji wnętrz Ratusza Głównego Miasta. Żadne inne miasto północnej Europy nie posiada też tak wielkiego bogactwa vredemanowskiej groteski na fasadach.

## Wzorniki Vredemana de Vries
Nazwisko Vredemana złączyło się na trwałe z architekturą, chociaż prawie żadna z jego budowli nie przetrwała. Jednak fenomen niderlandzkiego architekta polegał na oddziaływaniu na sztukę poprzez serie wzorników o ogromnej popularności, które naśladowane były nie tylko w Europie.
Około 1560 roku w Antwerpii wzmogła się wytwórczość artystycznych wzorników dla architektów, rzeźbiarzy, złotników, stolarzy i innych rzemieślników. W tych wzornikach odnajdujemy stematyzowanie witruwiańskiego porządku kolumnowego i projekty urozmaiconych, zindywidualizowanych ornamentów według przykładów antycznych i rozumienia włoskiego renesansu. Szczególnie dynamiczny przepływ wzorników miał miejsce w północnej Europie, co w znacznej mierze doprowadziło do jednolitości konceptu artystycznej dekoracji renesansowej. Ornamentyka renesansowa mogła być, i często naturalnie była, aplikowana do starszych, późnogotyckich korpusów architektonicznych. Do najważniejszych innowacji dekoracyjnych należały wysokie szczyty o wykrojach falistych, ornamenty okuciowe, portale zdobione kolumnami lub pilastrami. Tym samym modernizowano starszą architekturę w duchu północnego renesansu i niwelowano stylistyczne kontrasty między nowym a starym.
W 1565 roku Vredeman de Vries wydał dwa wzorniki: Dorica-Ionica i Corinthia Composita. W przedmowie Vredeman opiera się tylko na Witruwiuszu, jednak zrozumienie późnorenesansowego porządku de Vries byłoby niemożliwe bez uwzględnienia dzieła Sebastiano Serlio. W przeciwieństwie do Włocha, który stworzył wyczerpujący katalog klasycznych kolumn, Holender skupił się na tych elementach dźwigających, które pokryte były ornamentami – bazie, trzonie, kapitelu, belkowaniu.
Alberti po raz pierwszy określał kolumnę jak dodaną do architektury ozdobę, ornamentum. W tradycji witruwiańskiej taka dekoracja musiała natomiast odpowiadać zasadzie decorum. Pozycja i funkcja społeczna budowli uzależniała odpowiedniość dekoracji ornamentalnej tak, jak w antycznej retoryce tropy i figury musiały odpowiadać celom wypowiedzi retorycznej. Wzorniki pełniły funkcję miejsc wspólnych. Jeśli natomiast każdy konkretny budynek powinien był otrzymać indywidualną, adekwatną do pełnionych funkcji szatę dekoracyjną, artyści tworzyli wariacyjne kompozycje z motywów architektonicznych przedstawionych we wzornikach. Takie ujęcie tematu przekonuje, dlaczego Vredeman w zasadzie nie tworzył całościowych projektów, a wzorów kolumn nie prezentował w związku z całą architekturą budynku.
W przedmowie do dzieła Architectura podkreślał Vredeman, że dekoracja budynku powinna różnić się w zależności od kraju, tradycji i mody. Dzieła takie jak wspomniane Dorica-Ionica i Corinthia Composita były przede wszystkim skierowane do rzemieślników pracujących nad dekoracyjną stroną architektury i którzy mieli za zadanie z szerokiej palety gotowych pomysłów ułożyć taką kompozycję, która odpowiadałaby przeznaczeniu i kontekstowi historyczno-społecznemu obiektu.
Niderlandzkie wzorniki naśladowano również w „małej architekturze” – ołtarzach, ambonach, epitafiach i rozmaitych przedmiotach rzemiosła artystycznego.